# Cinque Ports
Die Cinque Ports (französisch Fünf Häfen) sind ein Bund von ursprünglich fünf, heute 14 Hafenstädten in den englischen Grafschaften Kent und Sussex. Die  militärische und wirtschaftliche Allianz der fünf Gründungsmitglieder stellte im spätmittelalterlichen England eine einflussreiche politische Macht dar. Heute dient der Städtebund vorwiegend der wirtschaftlichen Zusammenarbeit der Hafenstädte an der Kanalküste Südostenglands.

Flagge des Lord Warden of the Cinque Ports, Admiral Lord Boyce

## Geschichte

### Gründung und Aufstieg
Das Gründungsdatum der Cinque Ports ist nicht genau überliefert, es wird jedoch angenommen, dass eine wirtschaftliche Allianz bereits vor der normannischen Invasion im Jahr 1066 bestand. Gründungsmitglieder waren die Häfen
- Dover,
- Hastings,
- Hythe,
- Romney (heutiger Name New Romney) und
- Sandwich.

Zusätzlich wurden auf Wunsch der Stadt Hastings, die den Vorsitz des Bündnisses innehatte, die Orte
- Rye und
- Winchelsea

in das Bündnis aufgenommen, da ihre Häfen strategisch günstiger lagen als der von Hastings. Erstmals offiziell erwähnt wurde die Allianz 1155 in einer königlichen Urkunde. In dieser wurden die Mitglieder verpflichtet, der Krone Schiffe zur Verfügung zu stellen, sollte sie diese benötigen. Das Hauptaugenmerk richtete sich dabei auf den Schutz vor dänischen Angriffen. Da England damals noch nicht über eine permanente Marine verfügte, war der König darauf angewiesen, dass die Hafenstädte ihm Schiffe und Besatzungen zur Verfügung stellten.
Im Gegenzug gewährte der König den Städten weitgehende Rechte. Sie durften sich in vielen Bereichen selbst verwalten, waren von etlichen Abgaben und Zöllen befreit und übernahmen die Gerichtsbarkeit für ihre Seeleute. Letzteres bedeutete, dass kriminelle Seeleute nur durch die Städte, nicht aber durch die Krone verfolgt und bestraft werden konnten. Dies führte dazu, dass Piraterie und Schmuggel florierten und toleriert wurden, da sie den Städten hohe Einnahmen verschafften. Zudem wurde den Städten zugestanden, dass angeschwemmtes Strandgut nach einem Jahr in ihren Besitz überging. Gestrandete Schiffe durften umgehend geplündert werden, so dass zeitweise falsche Leuchtfeuer entlang der Küste entzündet wurden, um Schiffe vorsätzlich auf Grund laufen zu lassen (Strandräuberei). Die Städte gewannen durch diese Vollmachten an Wohlstand und Einfluss, insbesondere Hastings (als Sitz der Allianz) und New Romney (als bedeutendster Hafen).
Bereits im 12. Jahrhundert wurde das Amt des Lord Warden of the Cinque Ports geschaffen. Dieser war mit der Verwaltung der Städte der Allianz sowie deren Rechtsprechung betraut. Aufgrund der weitgehenden Autonomie von der Krone galt er lange Zeit als bedeutendster Landesherr in England nach dem König. In sein Einflussgebiet fielen nach der Erweiterung der Cinque Ports im 15. Jahrhundert nahezu ganz Kent und Sussex.

### Niedergang
Der Niedergang der Cinque Ports begann gegen Ende des 14. Jahrhunderts. Mehrere Häfen begannen zu versanden und wurden im Laufe der Zeit unbrauchbar. Hinzu kam ab dem 15. Jahrhundert die Einführung deutlich größerer Schiffe, für die die Hafenanlagen der Cinque Ports nicht ausgestattet waren. Man versuchte diesen Entwicklungen entgegenzuwirken, indem man sieben weitere Häfen, die mit den ursprünglichen Mitgliedern politisch verbunden waren, als Corporate Members in die Allianz aufnahm. Dies waren:
- Deal und Ramsgate (zu Sandwich)
- Faversham, Folkestone und Margate (zu Dover)
- Lydd (zu New Romney)
- Tenterden (zu Rye)

Die Erweiterung des Bündnisses brachte jedoch keine langfristigen Erfolge. Im 16. Jahrhundert folgte schließlich die offizielle Gründung der Royal Navy, einer permanenten englischen Marine, die das Bereitstellen von Schiffen und Mannschaften durch die Cinque Ports überflüssig machte. Aufgrund dieser Entwicklung wurden ihnen schließlich auch die meisten Privilegien entzogen. Städte wie Portsmouth oder Bristol entwickelten sich nun zu Zentren des Schiffbaus und übertrafen die südostenglischen Hafenstädte bald an Größe und Bedeutung.

## Heutige Bedeutung
Die Cinque Ports existieren mit ihren 14 Mitgliedern bis zum heutigen Tag. Hauptaufgabe ist heute die wirtschaftliche Zusammenarbeit zwischen den Hafenstädten Südostenglands. Das Amt des Lord Warden of the Cinque Ports wurde im Verlauf des 18. und 19. Jahrhunderts immer weiter beschnitten und hat heute nur noch symbolischen Charakter.
Bei der Krönung britischer Monarchen halten die Barone der Cinque Ports seit der Krönung Richard I. 1189 das Recht, bei der Prozession zur Westminster Abbey über dem Monarchen einen Baldachin zu tragen. Dieses Recht wird seit Eduard VII. nicht mehr benötigt, wurde aber stets vom Court of Claims bestätigt.
In der Royal Navy ist es seit den 1970er Jahren üblich, dass Städte oder Regionen symbolisch die Patenschaft für ein Kriegsschiff übernehmen. Im Fall der Cinque Ports war dies von 1985 bis 2005 der Flugzeugträger Illustrious, seitdem ist es die Fregatte Kent aus der Duke-Klasse. Dies soll die Verbundenheit mit der maritimen Tradition dieser Orte symbolisieren.